# Zabrušany
Zabrušany (německy Sobrusan) jsou obec v okrese Teplice v Ústeckém kraji. Včetně částí Straky, Štěrbina, Všechlapy a Želénky v ní přibližně 1 200 obyvatel.

## Historie
První písemná zmínka o vesnici pochází z roku 1207.
Původní vesnice v letech 1906–1910 ustoupila těžbě hnědého uhlí v dole Heřman, byla zbořena a znovu vystavěna zhruba půl kilometru severovýchodním směrem.
Po Mnichovské dohodě byly Zabrušany jako součást Říšské župy Sudety začleněny do Říše. V roce 1939 zde žilo 1 563 obyvatel. Zabrušany a Želénky byly sloučeny 1. dubna 1943 do jedné obce, která dostala zcela nový název Neubergen. V té době žilo v nově vytvořené obci přibližně dva a půl tisíce obyvatel.

## Obyvatelstvo
Při sčítání lidu v roce 1921 zde žilo 811 obyvatel (z toho 389 mužů), z nichž bylo 225 Čechoslováků, 584 Němců a dva cizinci. Většina se hlásila k římskokatolické církvi, ale jedenáct lidí bylo evangelíky, jeden žid a 149 lidí bylo bez vyznání. Podle sčítání lidu z roku 1930 měla vesnice 981 obyvatel: 291 Čechoslováků, 681 Němců a devět cizinců. Počet evangelíků vzrostl na 41 a lidí bez vyznání na 223. Čtyři lidé patřili k izraelské církvi, pět k jiným nezjišťovaným církvím a 708 bylo římskými katolíky.
|                                                                                          | 1869 | 1880 | 1890 | 1900 | 1910 | 1921 | 1930 | 1950 | 1961 | 1970 | 1980 | 1991 | 2001 | 2011 |
| ---------------------------------------------------------------------------------------- | ---- | ---- | ---- | ---- | ---- | ---- | ---- | ---- | ---- | ---- | ---- | ---- | ---- | ---- |
| Obyvatelé                                                                                | 286  | 380  | 505  | 793  | 725  | 811  | 981  | 519  | 492  | 439  | 372  | 327  | 332  | 322  |
| Domy                                                                                     | 44   | 53   | 65   | 72   | 70   | 78   | 105  | 102  | 325  | 98   | 90   | 98   | 96   | 101  |
| Data z roku 1961 zahrnují i domy z místních částí Straky, Štěrbina, Všechlapy a Želénky. |      |      |      |      |      |      |      |      |      |      |      |      |      |      |

## Části obce
- Zabrušany
- Štěrbina
- Straky
- Všechlapy
- Želénky

## Pamětihodnosti

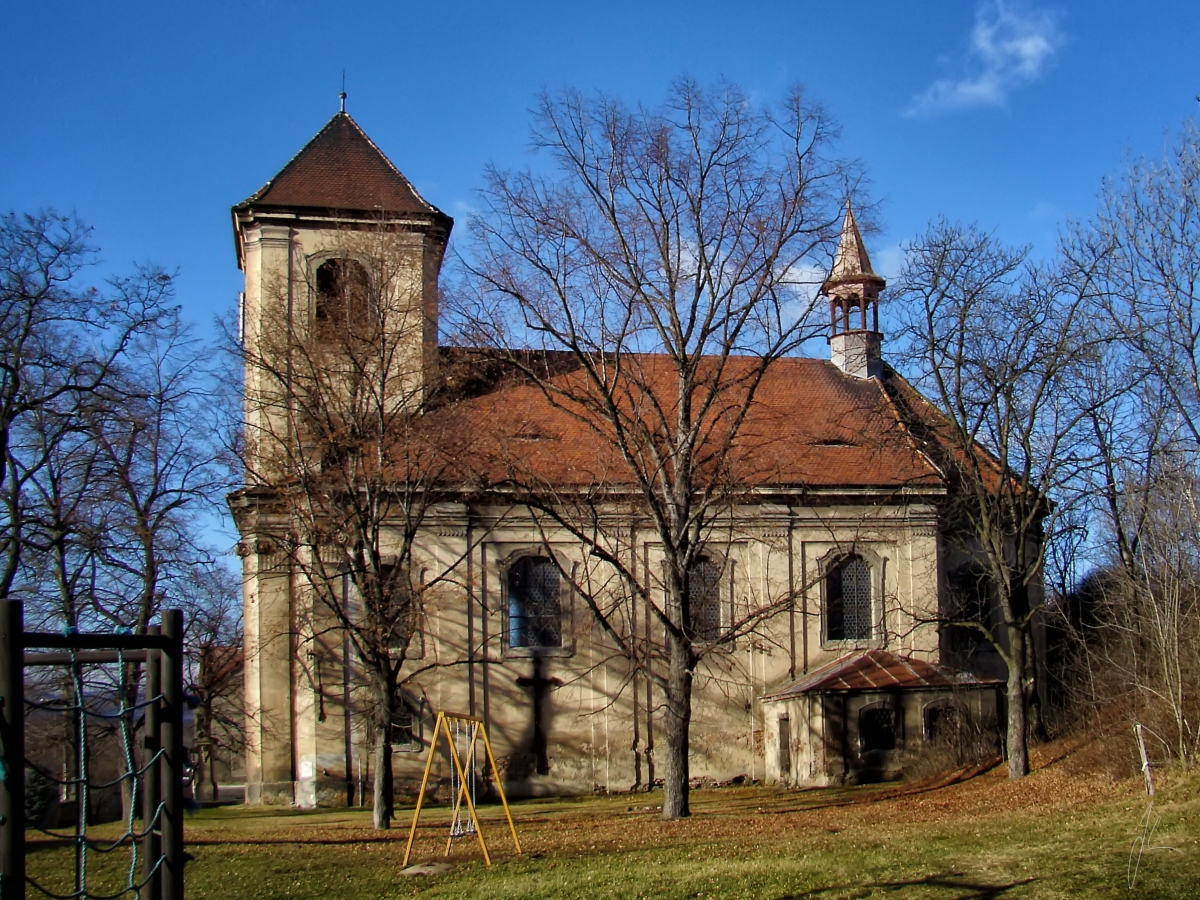
Kostel svatého Šimona a Judy

- Kostel sv. Šimona a Judy a svatého Antonína byl původně postaven v letech 1723 až 1728. V roce 1911 byl zbourán kvůli těžbě uhlí, a v letech 1910–1917 postavena v nových Zabrušanech jeho kopie.[9]
- Mezi vesnicí a sousedními Všechlapy se nachází ostrožna, na které od devátého do dvanáctého století stálo slovanské raně středověké hradiště zvané též Švédské šance. Lokalita však byla osídlena již v době bronzové.[10]
- Historická budova obecního úřadu, obecní knihovny a pošty (čp. 1)
- Pomník obětem fašismu před obecním úřadem
- Sousoší Piety před kostelem – barokní dílo z roku 1726 představující Pannu Marii s Kristovým tělem v náručí, ozdobené putty a umístěné na vysokém hranolovitém soklu; patrně přemístěno ze Všechlap[11]
- Kříž v západní části vsi, poblíž domu čp. 103
- Hřbitov jihovýchodně od vsi
- Vodní plocha Heřman na místě uhelných dolů, které na sklonku 19. století pohltily původní obec Zabrušany

## Rodáci
- Karel Lerch, sochař